# Вариабельный поверхностный гликопротеид
Вариабельный поверхностный гликопротеин (ВПГ) — синтезируемый микроорганизмами гликопротеид, расположенный на их поверхности, антигенные детерминанты которого постоянно изменяются, что позволяет микроорганизмам избежать их обнаружения иммунной системой организма-хозяина. Эти гликопротеины впервые были открыты у Trypanosoma brucei.
Процесс рекомбинации увеличивает разнообразие поверхностных гликопротеидов. Паразит экспрессирует серию антигенных ВПГ, состоящих из более чем 2000 генов. Эти гены расположены в теломерных и субтеломерных участках хромосом и способны к перемещению в активный сайт экспрессии.

## Trypanosoma brucei
Trypanosoma brucei — простейшие рода Трипаносом, являются возбудителями сонной болезни.
У Trypanosoma brucei поверхность клетки покрыта густым слоем в ~5 x 106 молекул ВПГ,которые срабатывают как большинство поверхностных антигенов.

## Механизмы обеспечения вариабельности ВПГ уTrypanosoma brucei
В первую очередь огромная система ВПГ снабжена субтеломерными участками генов в 11 больших диплоидных хромосомах (млн п. о.) паразита. У Trypanosoma brucei также есть хромосомы среднего размера(100) и мини-хромосомы(1-10), в которых ВПГ расположены в теломерах. Большинство ВПГ в субтеломерных участках являются псевдогенами, но они все равно участвуют в создании антигенных вариаций. Формирование новых ВПГ требует рекомбинации с начала сайтов экспрессии ВПГ, которые найдены в теломерах некоторых больших и средних хромосом паразита. Размер ESs в геноме Trypanosoma brucei ещё точно не определён, но находится в районе 20. В норме ES содержит единственный  (всегда расположен близко к теломерам).